# Wegwielrennen op de Paralympische Zomerspelen 2020 - Tijdrit mannen C2
De tijdrit mannen C2 bij het wegwielrennen tijdens de XVIe Paralympische Zomerspelen, vond plaats op de Fuji Speedway een racecircuit in de Japanse prefectuur Shizuoka.

## Uitslag
| #      | renner                      | renner | tijd     | tijd      |
| ------ | --------------------------- | ------ | -------- | --------- |
| Goud   | Darren Hicks                | AUS    | 34:39.78 |           |
| Zilver | Ewoud Vromant               | BEL    | 36:11.79 | +1:32.01  |
| Brons  | Alexandre Léauté            | FRA    | 37:07.16 | +2:27.38  |
| 4      | Liang Guihua                | CHN    | 37:17.09 | +2:37.31  |
| 5      | Arslan Gilmutdinov          | RPC    | 37:23.02 | +2:43.24  |
| 6      | Israel Hilario Rimas        | PER    | 37:25.86 | +2:46.08  |
| 7      | Nikolaos Papangelis         | GRE    | 37:55.05 | +3:15.27  |
| 8      | Ivo Koblasa                 | CZE    | 38:23.17 | +3:43.39  |
| 9      | Shota Kawamoto              | JPN    | 39:08.26 | +4:28.48  |
| 10     | Mohamed Lahna               | MAR    | 41:48.39 | +7:08.61  |
| 11     | Telmo Pinao                 | POR    | 41:56.90 | +7:17.12  |
| 12     | Victor Hugo Garrido Marquez | VEN    | 44:23.24 | +9:43.46  |
| 13     | Eduard Mihaita Moescu       | ROM    | 43:11.18 | +9:53.58  |
| 14     | Ahmad Mubarak Almansoori    | UAE    | 48:23.08 | +13:43.30 |